# St. Nikolaus (Warching)

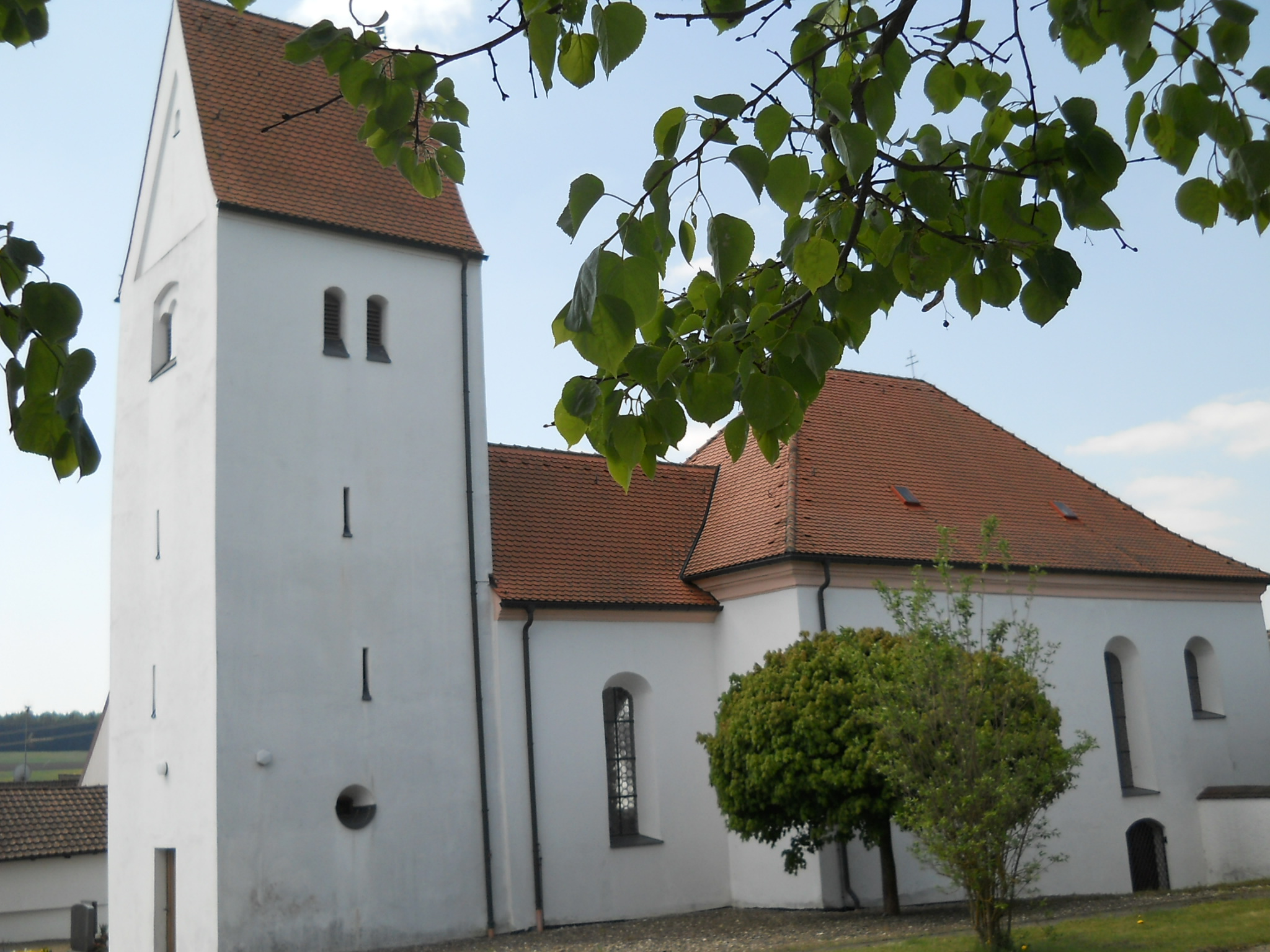
Warching, Filialkirche St. Nikolaus, von Norden aus gesehen

St. Nikolaus ist eine katholische Filialkirche in Warching, dem Ortsteil der Stadt Monheim im Landkreis Donau-Ries in Bayern.

## Lage
Die Kirche liegt im Ostteil des Dorfes in der Oberen Dorfstraße 6 in West-Ost-Ausrichtung in einem ummauerten Friedhof.

## Geschichte

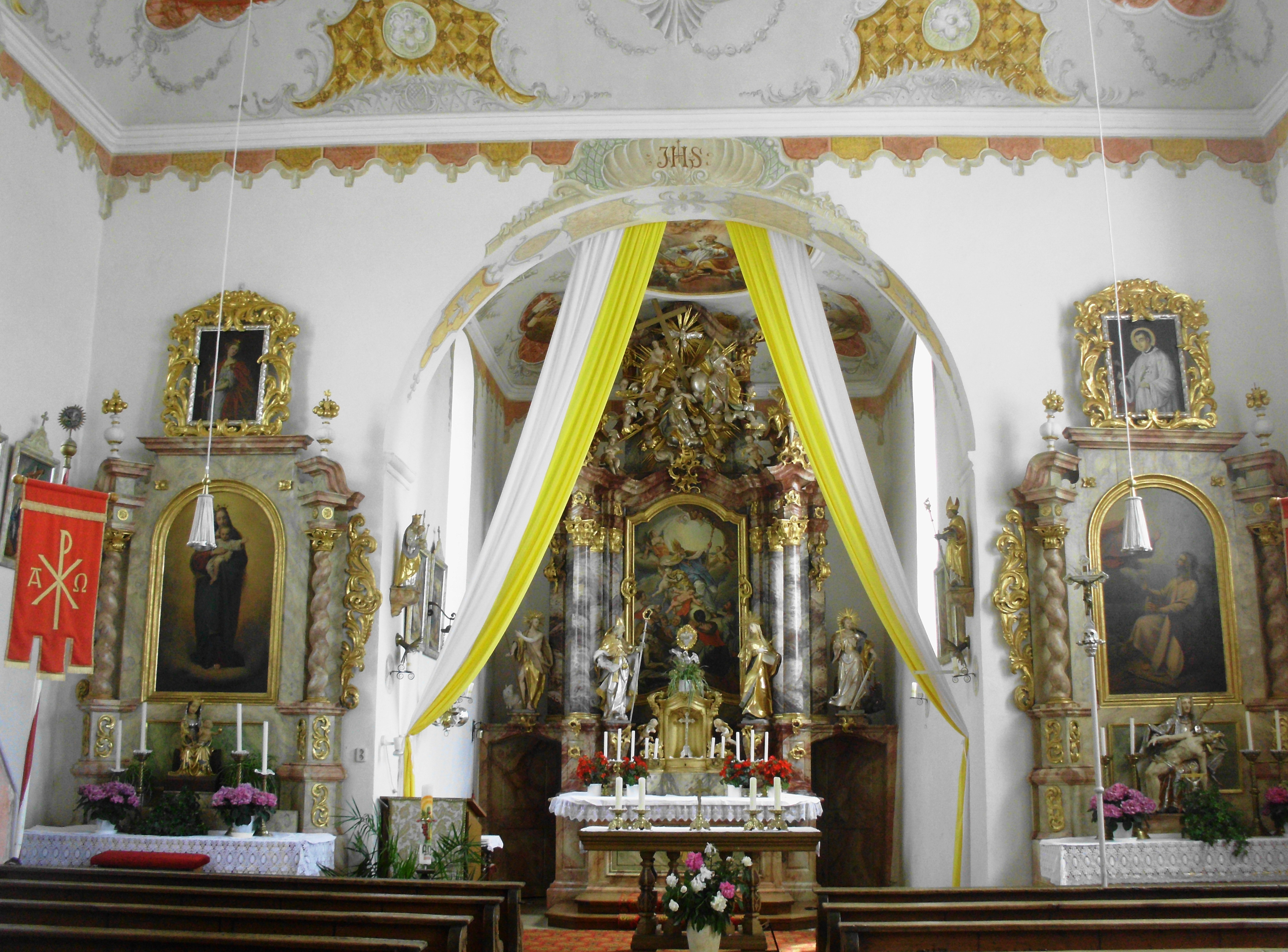
Blick zum Chor

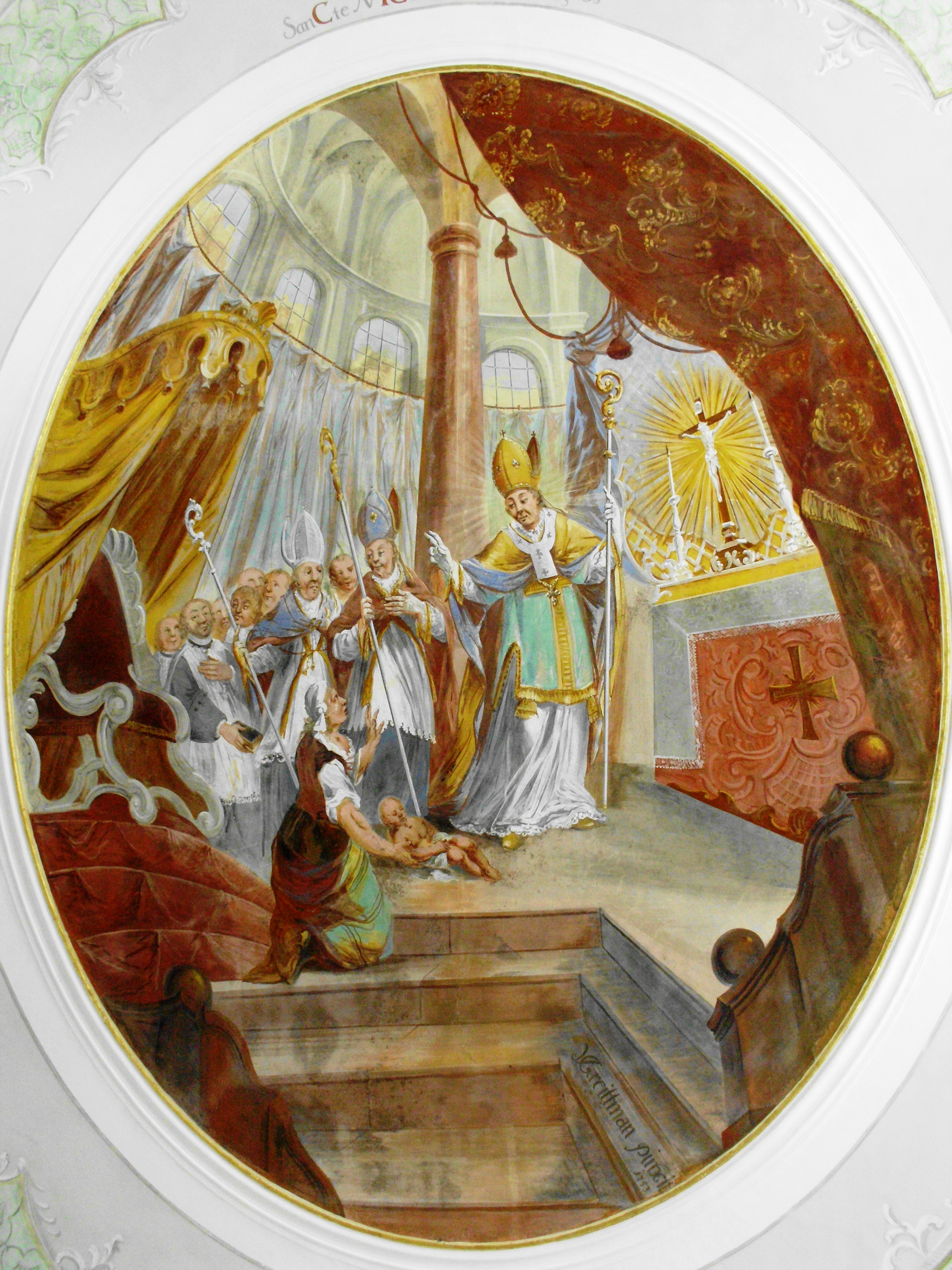
Hauptfresko des Langhauses

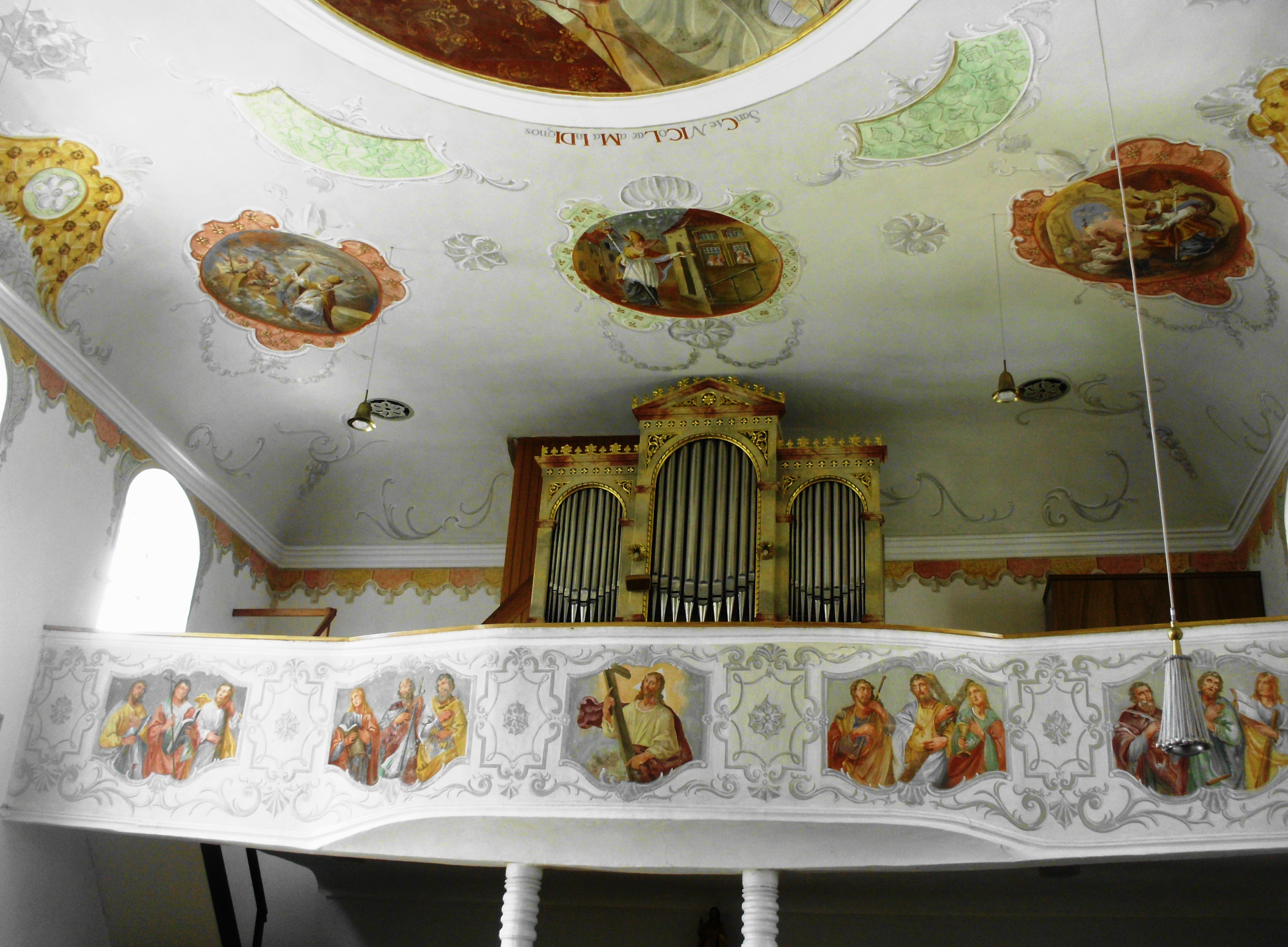
Blick zur Empore

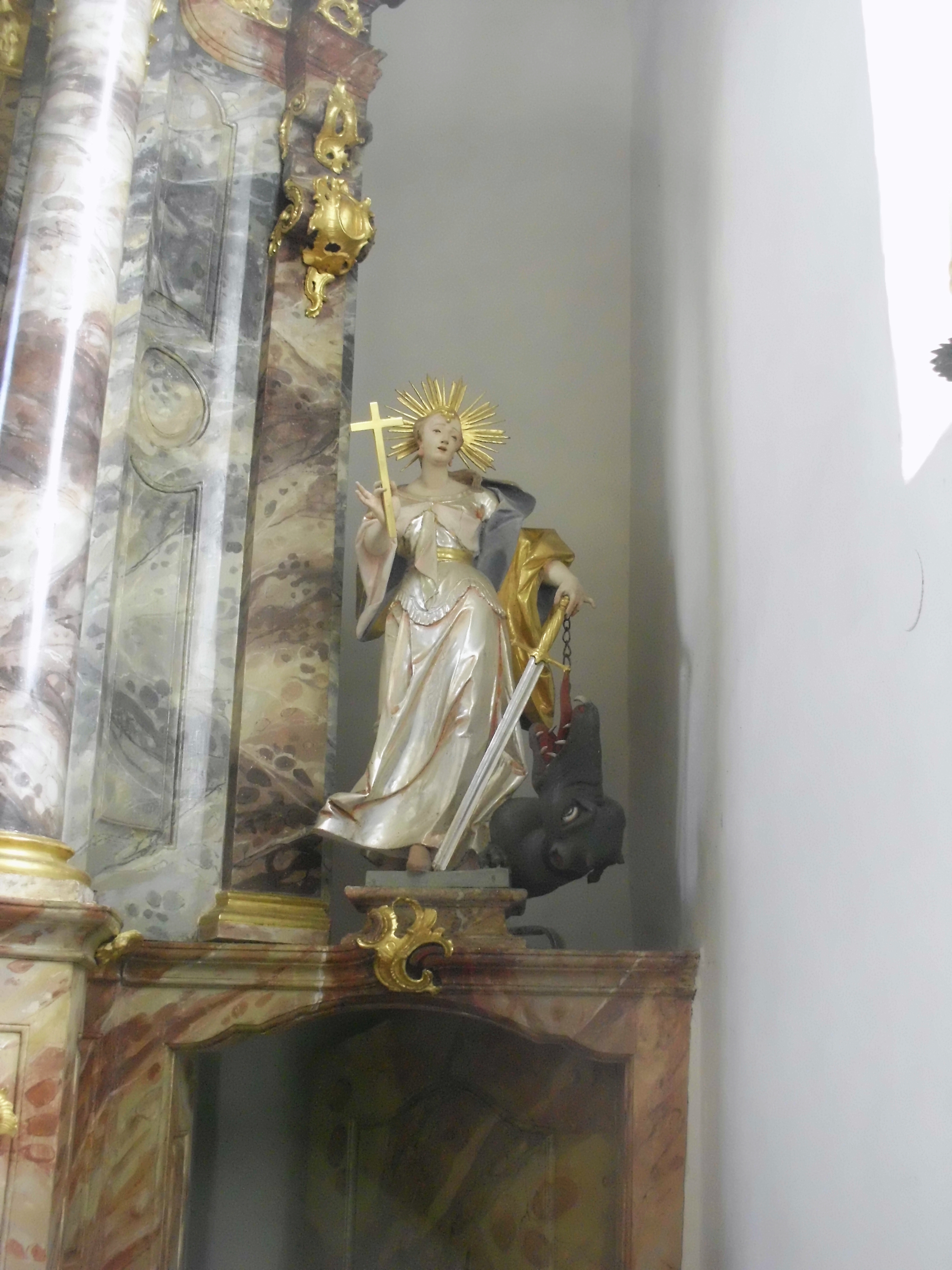
Hl. Margareta, Statue von Philipp Jakob Rämpl

Das Juradorf Warching war kirchlich stets mit dem nahen Monheim im Bistum Eichstätt verbunden. 1430 wurde ein Benefizium errichtet. Nach einem Visitationsbericht von 1480 wurde der Ort bis dahin von den Benediktinerinnen in Monheim seelsorgerlich betreut, anschließend von der 1. Kaplanei der Stadt Monheim.
Nachdem zu Beginn des 16. Jahrhunderts die Vogtei Monheim Teil des Herzogtums Pfalz-Neuburg wurde, nahm Warching mit diesem 1542 bis 1616 (mit Unterbrechungen) den evangelischen Glauben an. Visitationsakten der Neuburgischen Landeskirche von 1575 zeigen, dass Warching zu dieser Zeit von Wittesheim, Itzing und Rögling kirchlich versorgt wurde, aber noch keine Schule besaß. Nach der Rekonversion des Landesherrn 1617 zum Katholizismus blieb der Wittesheimer Pfarrer für die Seelsorge verantwortlich. Gegenreformatorisch wirkten hier auch die Jesuiten, die einen neuen Altar errichteten. Für 1683 und die Folgezeit ist überliefert, dass die Seelsorge wieder von Monheim aus erfolgte.
In der Kirche wurde der am 31. Januar 1806 geborene Johann Baptist Herb getauft, der am 28. August 1832 in Eichstätt zum Priester geweiht wurde und als Dogmatikprofessor an der Universität München wirkte, wo er auch studiert hatte, und ab 1844 Oberkirchen- und Schulrat im Bayerischen Innenministerium war († 28. Juni 1890).

## Kirchenbau
Der gotische Vorgängerbau, dessen Kirchturm aus dem 15. Jahrhundert erhalten ist, wies um 1600 Bauschäden auf und wurde 1675 erneuert. 1753 erfolgte ein Neubau aus Bruchstein unter Einbeziehung des Turms.
Dem eingezogenen rechteckigen Chor mit rundbogigem Chorbogen ist im Westen das rechteckige Langhaus zu drei Fensterachsen mit Flachdecken über Kehlen vorgesetzt. Zugänglich ist der Bau durch je ein segmentbogiges Portal auf der Süd- und Nordseite des Langhauses. Auf der Westempore befindet sich die Orgel. Der quadratische, dreigeschossige Turm mit gekuppelten Schallöffnungen im 3. Geschoss wird von einem Satteldach abgeschlossen.
2000 und 2001 erfolgte eine umfassende Renovierung.

## Ausstattung
Den barocken Hochaltar mit Altarblatt des Kirchenpatrons flankieren Statuen des hl. Willibald und der hl. Walburga, im Auszug stellt eine Schnitzgruppe die Krönung Mariens dar. Über den seitlichen Durchgängen befinden sich links die Statue des hl. Johannes Baptist und rechts die der hl. Margareta von Antiochia, frühe Werke von Philipp Jakob Rämpl (* 1728; † 1809) aus Wolfratshausen, 1761 geschnitzt.
Die ursprünglichen Seitenaltäre, bereits 1708 von Ignaz Graf aus Hilpoltstein für Leibstadt angefertigt, wurden 1766 eingebaut, aber 1862 durch die heutigen ersetzt. Die Altarbilder des Münchener Historienmalers Anton Bauer stellen am linken Altar Maria dar, am rechten den hl. Wendelin. Auf der Mensa des linken Seitenaltars wird eine Sitzmadonna, um 1430, dargestellt, auf der des rechten Seitenaltars eine Pietà, um 1750. Im Auszug des linken Seitenaltars befindet sich ein Gemälde der hl. Margareta, in dem des rechten Seitenaltars ein Gemälde des hl. Aloisius Gonzaga.
Die Kanzel aus der Erbauungszeit ist mit Bildern der vier Evangelisten und einem Posaunengel auf dem Schalldeckel ausgestattet.
14 Deckenfresken von Vitus Greitman (auch: Greittmann/Greithmann) stellen Szenen aus dem Leben des Kirchenpatrons dar, das Hauptfresko im Langhaus, auf Treppenstufe signiert und datiert, 1753. Mehrere Sinnsprüche enthalten jeweils ein Chronogramm, das in der Summe der römischen Zahlzeichen das Jahr 1753 ergeben. Die Stuckierung in Malerei ist vorgetäuscht. Die geschnitzten Stuhlwangen aus dem frühen Rokoko wurden um 1740 geschaffen.